# Esquimalt
Esquimalt è una municipalità distrettuale del Canada, situato in Columbia Britannica, nel distretto regionale della Capitale.